# نهائي بطولة طوكيو للشباب في فلسطين 2022
نهائي بطولة طوكيو للشباب في فلسطين 2022 هي المباراة النهائية الثانية بعد عام 2019 التي جرت بين بطلي أندية قطاع غزة والضفة الغربية تحت 19 سنة، وجمعت بين نادي اتحاد خانيونس ونادي ثقافي طولكرم.

## الفرق
| الفريق             | المنطقة       | المحافظة        |
| ------------------ | ------------- | --------------- |
| نادي اتحاد خانيونس | قطاع غزة      | محافظة خان يونس |
| نادي ثقافي طولكرم  | الضفة الغربية | محافظة طولكرم   |

## المباراة
| 23 أغسطس 2022 | اتحاد خانيونس | 3–1     | ثقافي طولكرم | ملعب خانيونس البلدي |
|               |               | (تقرير) |              |                     |